# Ireneusz Betlewicz
Ireneusz Betlewicz (ur. 18 września 1954, zm. 4 kwietnia 2014 w Ostródzie) – polski artysta plastyk, poeta.

## Życiorys
W młodości zajmował się rzeźbą, tkaniem i malarstwem olejowym. W miarę postępującej choroby ograniczył się do techniki rysunku piórkiem oraz słowa.
Został wyróżniony odznaką „Zasłużony Działacz Kultury” przez Ministra Kultury i Dziedzictwa Narodowego Rzeczypospolitej Polskiej w 2001. Jest laureatem Przeglądu Małych Form Plastycznych w Wenecji (1999). Otrzymał też wyróżnienie w ogólnopolskim plebiscycie Telewizji Polskiej i Redakcji czasopisma „Integracja” – „Człowiek bez barier 2003”.
Należał do Stowarzyszenia Autorów Polskich, Związku Literatów Polskich, a także do Międzynarodowego Związku Artystów Malujących Ustami i Stopami w Lichtensteinie.
Swój pierwszy tomik poezji „I wszystko nadzieją podparte” wydał w 1999 roku. W kolejnych latach publikował poezję oraz prozę poetycką, do której można zaliczyć poemat „Jednoskrzydły” oraz ostatnie dzieło „W kropli oddechu objęci” wydane w 2014 roku.

## Twórczość

### Działalność artystyczna
Prace plastyczne wystawiał w kraju i za granicą od 1985 roku m.in. w Galerii Franciszka Kafki w Pradze, w Galerii „EL” w Elblągu, w Galerii Mariackiej w Gdańsku, w BWA w Piotrkowie Trybunalskim. Wziął udział w wystawie w Instytucie Polskim w Sztokholmie, w Galerii Polskiej w Wilnie oraz podczas Spring Annual Venezia.
Wiodąca techniką artysty był rysunek piórkiem i tuszem:
Każdy kształt rozbity jest na tysiące drobniutkich cząsteczek, wirujących rozpryskujących się i rozrastających unerwienie organicznych form. Zaskakuje i zdumiewa ujawniona w tych pracach skromność środków technicznych w zestawieniu z bogactwem komplikacji materii plastycznej, kontrast między benedyktyńskim trudem ich wykonania a wrażeniem lekkości jakie wywołują. Na obrazowanie plastyczne Ireneusza Betlewicza składają się formy wymyślone przez artystę, wywodzące się z wyglądów – realnych bądź prawdopodobnych – mimetycznego świata. Przedstawienia te znajdują oparcie w rzeczywistości, choć poddane zostały szczególnej deformacji, stając się formami antropomorficznymi i izomorficznymi. W swych miniaturach autor kreuje szczególny fragment natury, odsłaniając przy tym przed nami pewne tajemnice… [Witold Warzywoda, fragment ze wstępu do katalogu Ireneusza Betlewicza „Życia rozpisane tchnienie”]
Swoją poezję lub felietony publikował także w kwartalniku Konteksty, miesięczniku Integracja, Bibliotece Poezji (Wydawnictwo Książkowe IBiS) i w zbiorowych antologiach.
Wydał kilka tomików poezji:
- Toczy się jabłko po trawie (Warszawa, 2002),
- Fruwam między upadkami (Warszawa, 2005),
- Jednoskrzydły (Warszawa, 2008),
- Dożywotnia tajemnica nieba (Bydgoszcz, 2009),
- Być nie czekaniem (Warszawa, 2012),
- W kropli oddechu objęci (Warszawa, 2014).

Kilkakrotny laureat przeglądów „OPTAN” w Grudziądzu, członek tamtejszego „Teatru Życia”, laureat nagrody im. Biskupa Jana Chrapka, nagrodzony dyplomem przyznanym przez kapitułę ruchu „Piękniejsza Polska” prowadzonym pod patronatem Prezydenta Rzeczypospolitej Polskiej.